# L'horror sobrenatural en la literatura
L'horror sobrenatural en la literatura (títol original en anglés: Supernatural Horror in Literature) és un llarg assaig de l'escriptor de terror H. P. Lovecraft, en què estudia el tema de l'horror en literatura. El va escriure entre novembre del 1925 i maig del 1927, i el revisà als 1933 i 1934. El publicà per primera vegada el 1927 en The Recluse, revista de què només aparegué un número. El 1965 s'inclogué en el llibre de relats de l'autor Dagon and Other Macabre Tales. Lovecraft obri la introducció de l'obra amb aquestes paraules: 
| « | La por és una de les emocions més antigues i poderoses de la humanitat, i el tipus de por més vell i poderós és el temor al que es desconeix. Molt pocs psicòlegs ho neguen i el simple fet d'admetre-ho no deixa de donar carta de naturalesa als contes sobrenaturals com una de les formes més genuïnes i dignes dels relats literaris. Contra aquesta es disparen totes les sagetes d'uns sofismes materialistes, que molt sovint s'aferren a les impressions experimentades i als successos exterioritzats –entenem aquest terme en l'aspecte psicològic–, i d'un idealisme tan ingenu com insípid que s'oposa a les motivacions antiestètiques, i advoca per una literatura purament didàctica, capaç d'il·lustrar el lector i "elevar-lo" a un nivell adequat d'afectat optimisme. | » |

## Contingut i valoració
Lovecraft examina els inicis de la ficció terrorífica en la novel·la gòtica, i per això es basa en gran manera en el treball d'Edith Birkhead The Tale of Terror, que havia aparegut el 1921. L'autor estudia l'evolució del gènere en escriptors com ara Ambrose Bierce, Nathaniel Hawthorne i Edgar Allan Poe, al qual dedica un capítol sencer. Lovecraft repassa tot seguit els quatre "mestres moderns" del terror: Algernon Blackwood, Lord Dunsany, M. R. James i Arthur Machen.
L'estudi An H. P. Lovecraft Encyclopedia defineix aquesta obra com "l'assaig literari més important de H. P. Lovecraft, i una de les millors anàlisis històriques de la literatura de terror".
En llegir l'assaig, M. R. James proclamà que l'estil de Lovecraft era "summament ofensiu" (most offensive).
El crític Edmund Wilson, que no era pas precisament un admirador de l'obra de Lovecraft, elogià, però, l'estudi com "una peça realment competent […] s'adverteix que s'ha documentat àmpliament en aquest camp –s'ha convertit en un expert en els novel·listes gòtics–, i escriu sobre tot això amb gran agudesa".
El crític David Geddes Hartwell va definir L'horror sobrenatural en la literatura com "l'assaig més important sobre la literatura de terror".
I el professor Douglas Robillard afirma en The Penguin Encyclopedia of Horror and the Supernatural: "El llarg assaig L'horror sobrenatural en la literatura (1927, revisat el 1936) representa una exposició competent dels principis del relat sobrenatural, i en demostra un domini exhaustiu de la matèria. S'hi tracta de definir l'atractiu peculiar de la història de terror, en què "ha d'haver-hi present una certa atmosfera de terror mortal inesperat a forces exteriors desconegudes", i descriu l'evolució de la novel·la gòtica amb les obres d'Horace Walpole, Ann Radcliffe, Matthew Gregory Lewis i Maturin».